# Simon Tschobang
Simon Tschobang (ur. 31 sierpnia 1951 w Duali, zm. 7 września 2007 tamże) – kameruński piłkarz, występował na pozycji bramkarza.

## Życiorys
Simon Tschobang był w kadrze na Mistrzostwa Świata 1982, jednak nie zagrał na nich ani jednego meczu. Podczas tego Mundialu był zawodnikiem kameruńskiego klubu, Dynamo Duala. Był jedynie trzecim bramkarzem reprezentacji Kamerunu na tym Mundialu.